# Challenge of the Ancient Empires
Challenge of the Ancient Empires! è un videogioco per MS-DOS della The Learning Company creato con lo scopo di insegnare ai bambini la storia e la risoluzione degli enigmi. Il giocatore si muove attraverso venti livelli, recuperando i pezzi di famose opere d'arte storiche, per passare al livello successivo.
Successivamente il gioco venne distribuito con il nome Ancient Empires.

## Livelli
Il gioco è suddiviso in quattro sezioni (chiamate caverne), ognuna di quattro livelli (chiamati camere).
Ogni caverna rappresenta un'antica cultura o un'area di più culture:
- Vicino Oriente
- Egitto
- Grecia e Roma
- India e Cina

Le decorazioni e la colonna sonora sono vagamente basate su ogni cultura.
Le opere d'arte raccolte in ogni livello sono oggetti storici reali come un vaso, una maschera o una statua. Alcune di queste sono strutture come la Pagoda cinese, il Colosseo romano o il Partenone greco.
Oltre alle diversità di aspetto, ogni caverna presenta modi diversi per liberare la via sbarrata da pannelli o pareti mobili. Nel Vicino Oriente, il giocatore deve indovinare la combinazione di diversi interruttori. Nella sezione egizia bisogna colpire con il laser dei punti lontani, grazie all'ausilio di prismi roteanti. Nella caverna di Grecia e Roma bisogna toccare dei tasselli con sopra lettere greche nel giusto ordine. Infine nella sezione India e Cina, il giocatore si sposta su marciapiedi mobili, e in base alla direzione raggiunge certe aree anziché altre, naturalmente manovrabili attraverso degli interruttori.
Le quattro caverne possono essere giocare in qualunque ordine e una volta che tutte e quattro le camere sono state completate per ogni caverna, si avanza in una nuova caverna, il "Mondo Antico", composta da quattro nuove camere ognuna con uno stile delle quattro caverne precedenti.
La caverna del Mondo Antico è più difficile rispetto alle altre e contiene una combinazione di tutti gli enigmi delle altre caverne.

## Modalità di gioco
Il giocatore possiede tre oggetti che lo aiutano durante il gioco.
Il primo è un cappello da minatore dotato di laser, capace anche di stordire le creature del gioco temporaneamente, sebbene in alcune versioni precedenti non aveva effetto sulle creature volanti. Utile sui prismi del mondo egizio.
Il secondo oggetto è il paio di scarponi chiamato "Turbo Tennies", il quale permette al giocatore di saltare più in alto rispetto al normale.
Infine l'ultimo oggetto è una barriera difensiva che il giocatore può utilizzare per quattro volte, della durata di pochi secondi.
La barra della vitalità del giocatore ha quattro segmenti. Se il giocatore entra in contatto con una creatura della caverna o un proiettile, uno dei segmenti viene consumato. Se tutti e quattro i segmenti vengono consumati il giocatore deve ricominciare la camera dall'inizio. La vitalità può essere risanata raccogliendo una mela durante il viaggio o risolvendo l'enigma di logica alla fine di ogni livello al primo tentativo.
Dopo aver raccolto i sei pezzi dell'opera d'arte, il giocatore deve risolvere un puzzle, rivelando l'immagine dell'opera d'arte. Infine deve trovare l'uscita del livello e risolvere un enigma di logica per passare al livello successivo.
Ci sono due livelli di difficoltà: Esploratore e Esperto.
Il livello Esperto presenta queste difficoltà:
- Le quattro caverne presentano stanze extra.
- Le creature delle caverne sono più veloci e maggiori di numero.
- Le opere d'arte sono completamente diverse e i pezzi dei puzzle si devono ruotare per risolvere l'enigma.
- Gli enigmi di logica sono più difficili.

## Creature delle caverne
Le creature delle caverne possono causare danni al giocatore, anche se qualche volta possono aiutarlo. (Per esempio il pipistrello può toccare un tassello con la lettera greca che il giocatore non arriva a toccare.)
- Formiche
- Formicaleoni (spara proiettili)
- Pipistrelli
- Bruchi (spara proiettili)
- Ragni appesi al filo
- Coccinelle
- Rospi alati
- Mantidi religiose (spara proiettili)
- Scorpioni (spara proiettili)
- Serpenti
- Ragni lupo

## Colonna sonora
La colonna sonora è composta dall'arrangiamento di alcuni pezzi di famosi compositori come Ciajkovskij, Brahms and Erik Satie. La Sinfonia n.1 di Brahms viene usata nella caverna Grecia e Roma. La Marcia slava di Ciajkovskij viene usata nella caverna egizia, ai produttori del gioco deve aver evocato immagini dell'Egitto. La musica Gnossiennes 1 viene usata nella caverna Vicino Oriente.